# Baker's Chocolate (marca)

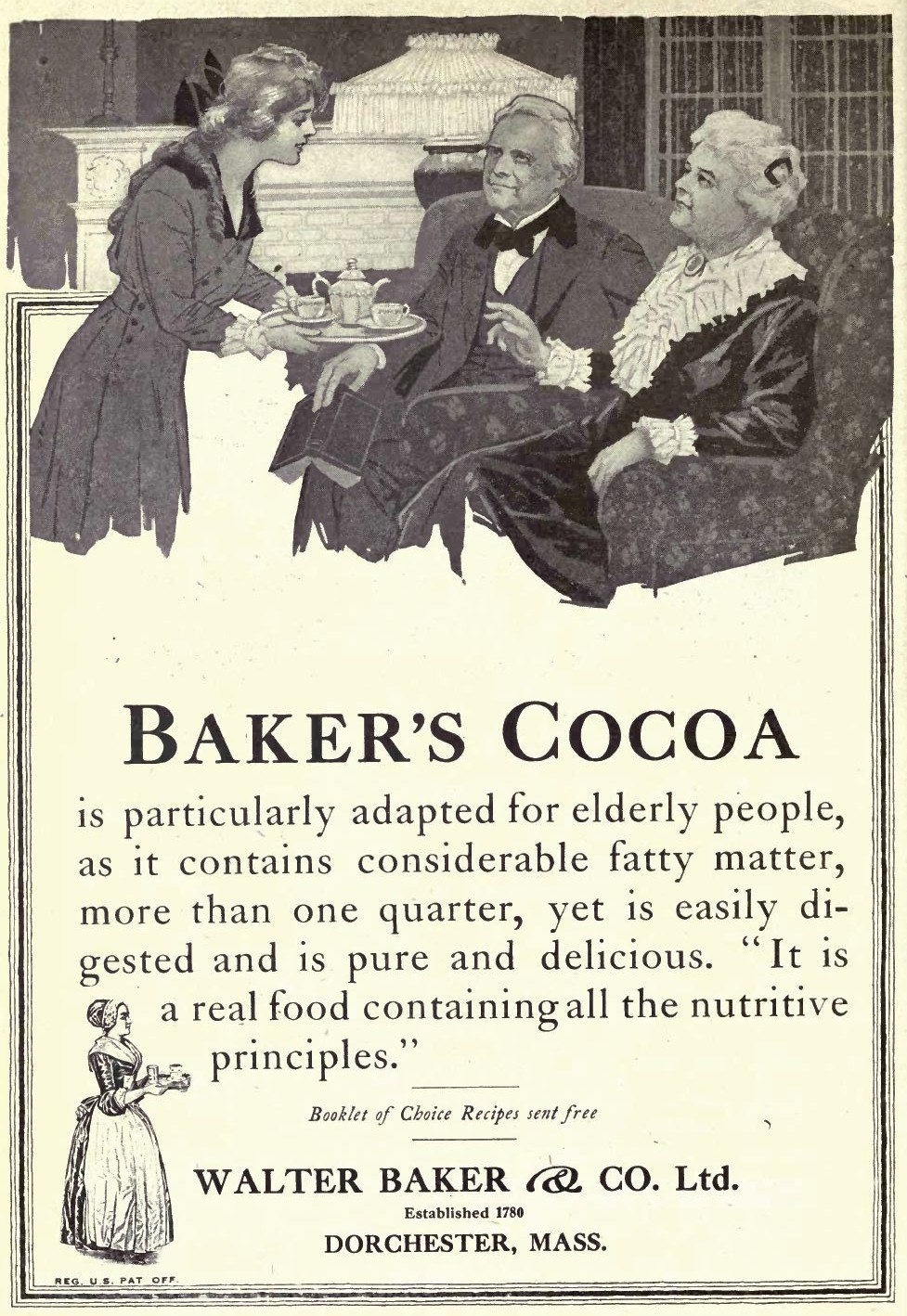
Comercial da "Baker's Cocoa" na Overland Monthly, Janeiro de 1919.

Baker's Chocolate é uma marca de chocolates pertencente à Kraft Foods. Os produtos com essa marca incluem uma variedade de produtos incluindo uma grande variedade de chocolate. É uma das maiores marcas nacionais nos Estados Unidos. Originalmente a Baker's éra uma fábrica independente surgida em 1765, sendo a primeira fábrica de chocolate nos Estados Unidos. Sua diferenciação entre as anteriores estava no fato em de que surgia uma indústria chocolateira com os processos mecânicos substituindo os métodos artesanais.